# Ledenice
Ledenice là một chợ huyện thuộc huyện České Budějovice, vùng Jihočeský, Cộng hòa Séc.